# Watchdog
En un sistema electrònic, un watchdog o mecanisme de control és un circuit temporitzador que provoca un re-inici (reset) del sistema si aquest es bloqueja degut a alguna condició de fallada (normalment una anomalia en el programari). El re-inici es pot fer amb la intenció de retornar al sistema a un estat funcional o com a mesura de seguretat.
El watchdog consisteix en un temporitzador intern de la unitat de control (UC) que disposa del seu propi oscil·lador RC intern. És un mecanisme pensat per evitar que l’UC es trobi en un estat indeterminat a causa d’un error de programació o d’una fallada en el hardware (alimentació, etc.). Per aquest motiu, la seva funció és la d’evitar que el sistema no entri en un estat descontrolat.
El watchdog normalment s'implementa com un temporitzador que decreix de forma seqüencial el valor d'un comptador. Si aquest comptador arriba a zero, el watchdog es desborda i activa una línia de re-inici connectada al processador. Per tal que no arribi mai a zero, el programari corrent en el processador ha d'actualitzar periòdicament el valor del comptador. El temps nominal de desbordament depèn de la temperatura, la tensió de l’alimentació i varia amb el xip. El desbordament del watchdog pot succeir en funcionament normal o en l'estat de repòs.
A vegades el circuit de watchdog és un xip extern al processador i a vegades n'és part integral, com és el cas en molts microcontroladors. Sovint, els watchdogs també llancen altres accions preventives a més de reiniciar el processador. Poden desencadenar l'actuació de sistemes de control, per exemple per apagar sistemes perillosos com motors, circuits d'alta potència, generadors de calor, etc.
El nom "watchdog" significa literalment "gos guardià", i fa referència a la metàfora visual en la que un home que està essent atacat per un gos guardià. El gos no mossegarà l'home mentre aquest el mantingui a ratlla donant-li cops periòdicament. Si l'home deixa de donar-li cops, el gos el mossegarà.